# Франсуа Реметтер
Франсуа Реметтер (фр. François Remetter, 8 серпня 1928, Страсбург — 2 жовтня 2022) — французький футболіст, що грав на позиції воротаря, зокрема, за клуби «Мец», «Сошо» та «Страсбур», а також національну збірну Франції.
Володар кубка ліги.

## Клубна кар'єра
У футболі дебютував 1948 року виступами за команду «Страсбур», в якій провів один сезон, взявши участь у 2 матчах чемпіонату.
Протягом 1949—1950 років захищав кольори команди «Ле-Тійо».
Своєю грою за останню команду привернув увагу представників тренерського штабу клубу «Мец», до складу якого приєднався 1950 року. Відіграв за команду з Меца наступні чотири сезони своєї ігрової кар'єри. Більшість часу, проведеного у складі «Меца», був основним голкіпером команди.
1954 року уклав контракт з клубом «Сошо», у складі якого провів наступні три роки своєї кар'єри гравця.  Граючи у складі «Сошо» також здебільшого виходив на поле в основному складі команди.
Згодом з 1957 по 1960 рік грав у складі команд «Бордо», «Гренобль» та «Лімож».
З 1960 року знову, цього разу чотири сезони захищав кольори клубу «Страсбур». Тренерським штабом нового клубу також розглядався як гравець «основи». Виграв з командою перший розіграш кубка ліги.
Завершив професійну ігрову кар'єру у клубі «Лімож», за команду якого виступав протягом 1964—1966 років.

## Виступи за збірну
1953 року дебютував в офіційних матчах у складі національної збірної Франції. Протягом кар'єри у національній команді провів у її формі 26 матчів.
У складі збірної був учасником двох чемпіонатів світу:
1954 року у Швейцарії, де зіграв з Югославією (0-1) і Мексикою (3-2).
1958 року у Швеції, на якому команда здобула бронзові нагороди. Зіграв проти Парагваю (7-3) і Югославії (2-3).

## Титули і досягнення
- Володар кубка ліги (1):

«Страсбур»: 1964
- Бронзовий призер чемпіонату світу: 1958